# Partido da Caridade, da Liberdade e da Diversidade
O Partido da Caridade, da Liberdade e da Diversidade (em neerlandês Partij voor Naastenliefde, Vrijheid en Diversiteit) é um partido político dos Países Baixos. Seu lema é "sapere aude.".
O Partido passou por um período de inatividade desde 2010, reiniciando em 2020.

## Programa político
Oficialmente fundado em 31 de maio de 2006,. por Marthijn Uittenbogaard (presidente), Ad van den Berg (tesoureiro) e Norbert de Jonge (secretário). O partido ainda não participou de nenhum pleito eleitoral pois não conseguiu reunir suficientes declarações de apoio público.
De acordo com o próprio partido, a plataforma de NVD's visa maximizar a diversidade e a liberdade. Várias posições adotadas pelo NVD têm sido contestadas por aqueles que as entendem como sendo ilegais e imorais.
O partido propugna que pessoas maiores de doze anos tenham direito a voto, a manter relação sexual, a fazer apostas, a optar por seu local de residência, e ao uso de drogas leves. O uso de drogas pesadas somente seria permitido a partir dos dezesseis anos de idade. O partido também pretende retirar da lei o casamento, permitir a nudez em público, em qualquer lugar no país, tornar gratuitas as tarifas para viagens por via férrea, e instituir uma plataforma abrangente para os direitos animais.

### Sexualidade
O NVD propugna que a idade de consentimento legal seja baixada para doze anos, e, a longo prazo, completamente eliminada (com exceção dos relacionamentos inter-familiares ou nos casos de relação de depedência). Para o partido, somente seriam puníveis os casos de atividade sexual considerados "perigosos" ou aqueles havidos de forma "coercitiva". O NBV visa também igualar a idade para o consentimento legal ao ato sexual ou para participar em atividades pornográficas. Segundo tal plataforma, a prostituição deveria ser permitida aos maiores de dezesseis anos.

O NVD também pretende legalizar o uso privado de pornografia infantil e permitir que pornografia não violenta seja exibida durante o dia na programação televisiva. São ainda contrários a leis que explicitamente restrinjam o contato sexual entre animais e humanos, e apoiam a criminalização de "maus-tratos sexuais" contra animais.
A plataforma do partido pede também a separação de criminosos sexuais dos outros detidos, argumentando que a política actual é uma forma indirecta de tortura legal por parte do estado.

### Direitos Animais
O NVD objetiva estabelecer um tratado universal garantindo a todos os animais direitos básicos.
Além disso, o partido planeja restringir fortemente o uso de cobaias em experimentos científicos e proibir completamente o consumo de carne e de peixe: consideram o abate de animais para tais fins é equivalente ao homicídio. As empresas atualmente dependentes da venda de carne animal passariam a receber um apoio financeiro provisional do governo. A caça e a pesca esportivas também seriam proibidas.

## Controvérsia
Numa sondagem realizada em maio de 2006, 82% dos inquiridos indicaram que o governo deveria proibir o NVD de participar de eleições. A fundação contra crimes relacionados à pedofilia Soelaas fez um pedido aos tribunais para banir o partido, mas a decisão foi a favor do NVD. Segundo o Tribunal, "a liberdade de expressão, a liberdade de reunião e a liberdade de associação… devem ser vistas como bases das regras legais democráticas e o NVD tem também o direito a estas liberdades"[carece de fontes?].
A relação do NVD com a pedofilia tem trazido muita atenção pública. Marthijn Uittenbogaard, um dos integrantes do partido, é o atual tesoureiro de Vereniging MARTIJN, uma organização que defende relacionamentos sexuais entre adultos e crianças (tema cuja prática ou apologia é ilegal em inúmeros países). Além disso, os fundadores do NVD já foram identificados pelas autoridades como sendo pedófilos. Em junho de 2006, Norbert de Jonge foi expulso de um curso de pedagogia na Radboud University Nijmegen, devido ao seu envovilmento com o NVD e por ter sido referenciado como pedófilo. O tesoureiro Ad van den Berg foi condenado em 1987 por molestar um rapaz de onze anos. Teve de pagar multa e teve pena suspensa.